# Edward Aquilina
Edward Aquilina (2 settembre 1945 – 6 giugno 2021) è stato un calciatore e allenatore di calcio maltese, di ruolo centrocampista.

## Carriera

### Calciatore

#### Club
Inizia la carriera agonistica nello Sliema Wanderers, società in cui milita sino al 1967, anno in cui passa agli statunitensi del Pittsburgh Phantoms, società militante nella NPSL. Con i Phantoms si piazza al sesto ed ultimo posto della Eastern Division.
Ritornato in patria, torna a giocare nello Sliema Wanderers, società che lascerà nel 1968 per giocare negli Hibernians di Paola, Malta. Con gli Hibs vince un campionato nella stagione 1968-1969 ed una Tazza Maltija nel 1970.
Nel 1970 torna allo Sliema Wanderers, società in cui giocherà sino al 1979. Nell'intero arco di militanza con la società di Sliema, Aquilina vince 5 campionati maltesi nelle stagioni 1964-1965, 1965-1966, 1970-1971, 1971-1972 e 1975-1976 oltre a 4 Tazza Maltija nel 1965, 1968, 1974 e 1979.

#### Nazionale
Dal 1966 al 1976 ha indossato la maglia della nazionale di calcio di Malta in dodici occasioni, segnando anche una rete.

### Allenatore
Ritiratosi dal calcio giocato, Aquilina diviene nel 1979 l'allenatore dello Sliema Wanderers, restandovi sino al 1983.
Nel 1995 diviene allenatore del Valletta, con cui vince il campionato nelle stagioni 1996-1997 e 1997-1998 oltre a due Tazza Maltija nel 1996 e 1997.
Nel 2004 torna a sedersi sulla panchina dello Sliema Wanderers e con cui vince il campionato nella stagione 2004-2005.

## Palmarès

### Giocatore

#### Competizioni nazionali
- Campionato maltese: 6

Sliema Wanderers: 1964-1965, 1965-1966, 1970-1971, 1971-1972, 1975-1976
Hibernians: 1968-1969
- Coppa di Malta: 5

Sliema Wanderers: 1964-1965, 1968-1969, 1973-1974, 1988-1989
Hibernians: 1969-1970

### Allenatore

#### Competizioni nazionali
- Campionato maltese: 3

Valletta: 1996-1997, 1997-1998
Sliema Wanderers: 2004-2005
- Coppa di Malta: 2

Valletta: 1995-1996, 1996-1997
- Supercoppa di Malta: 2

Valletta: 1995, 1997